# Estación Colina (estación)
Estación Colina es una estación ferroviaria ubicada en la localidad homónima y que formó parte de la línea Santiago-Valparaíso de la Empresa de los Ferrocarriles del Estado. Actualmente los servicios de pasajeros ya no operan.

## Historia
La sección llayllay-Santiago del ferrocarril Santiago-Valparaíso (en la cual se encuentra esta estación), fue inaugurada el 14 de septiembre de 1863.
Para fines de marzo de 1923 las vías de la estación ya contaban con catenaria eléctrica para locomotoras.
El servicio de pasajeros fue suprimido en 1992.

### Tren Santiago-Batuco
En un futuro el servicio Tren Santiago-Batuco llegará a la comuna, invocando un proyecto de ferrocarril hasta la Estación Quinta Normal, en la comuna de Santiago. La estación estará ubicada en el cruce del ferrocarril con la calle Cacique Colín.
La estación debiese poseer un andén con dos plataformas, tres vías (dos de pasajeros y una de carga), el edificio debiese ser subterráneo, con una conexión hacia el andén. Al norte de la estación se deberían emplazar cocheras. Además, se debería construir un paso desnivelado en la intersección del ferrocarril con la calle Cacique Colín.

## Infraestructura
El edificio original de la estación se encuentra en pie, cerrado. La cabina de movilización está en un mal estado de conservación. existen casas de funcionarios ferroviarios a su alrededor.

## Servicios

### Futuro
La estación será punto de detención para el Tren Santiago-Batuco.

### Carga
Hasta 2021 operó un servicio desde la Estación Quilicura hasta la Estación Montenegro, operado por la empresa KDM, que transportaba residuos domiciliarios e industriales. Otro servicio es un tren de carga operado por Fepasa, que transporta contenedores, cobre, ácido y cereales, entre otros, desde la Red Sur a la ciudad de Valparaíso; cabe además destacar que el tren descansa en la estación Llay-Llay y luego termina su servicio en la estación Francia en Valparaíso.